# سيلفيا سبروس
سيلفيا سبروس هي ممثلة سويسرية، ولدت في 2 مارس 1978 في سويسرا.

## وصلات خارجية
- سيلفيا سبروس على موقع IMDb (الإنجليزية)
- سيلفيا سبروس على موقع قاعدة بيانات الفيلم (الإنجليزية)